# 平磯
平磯（ひらいそ）は、兵庫県神戸市垂水区の町名。郵便番号は655-0892。

## 地理
垂水区南部の東垂水地区（旧東垂水村）に位置する。東は塩屋町、北は城が山、西は宮本町に接する。

## 歴史
1970年に実施された町名で、沖合の暗礁が平磯と呼ばれたことに由来する。この暗礁には平磯灯標が設置され、明石海峡航路の東の境界線の基準となっている。1887年に建設された石造の灯標は波浪で倒壊したが、1893年に再建されたコンクリート造の灯標は現役で、現存する日本最古の水中コンクリートとなっている。

## 交通

### 鉄道
- 山陽電気鉄道本線東垂水駅
- JR神戸線 - 町内に駅は存在しない。

## 施設
- 神戸市栽培漁業センター
- 神戸市役所建設局西水環境センター
- 垂水処理場
- 神戸市立垂水体育館
- 垂水漁港